# Myrmoderus
A Myrmoderus a madarak osztályának verébalakúak (Passeriformes) rendjébe és a hangyászmadárfélék (Thamnophilidae) családjába tartozó nem. Besorolásuk vitatott, egyes rendszerezők a Myrmeciza nembe sorolják ezeket a fajokat is.

## Rendszerezésük
A nemet Robert Ridgway amerikai ornitológus írta le 1909-ben, az alábbi 4 faj tartozik ide:
- Myrmoderus ferrugineus vagy Myrmeciza ferruginea
- Myrmoderus ruficauda vagy Myrmeciza ruficauda
- Myrmoderus loricatus vagy Myrmeciza loricata
- Myrmoderus squamosus vagy Myrmeciza squamosa

## Előfordulásuk
Dél-Amerika területén honosak. Természetes élőhelyeik a szubtrópusi és trópusi síkvidéki esőerdők, lombhullató erdők és szavannák. Állandó nem vonuló fajok.

## Megjelenésük
Testhosszuk 14–15 centiméter közötti.

## Életmódjuk
Ízeltlábúakkal táplálkoznak.